# Jean Leurechon

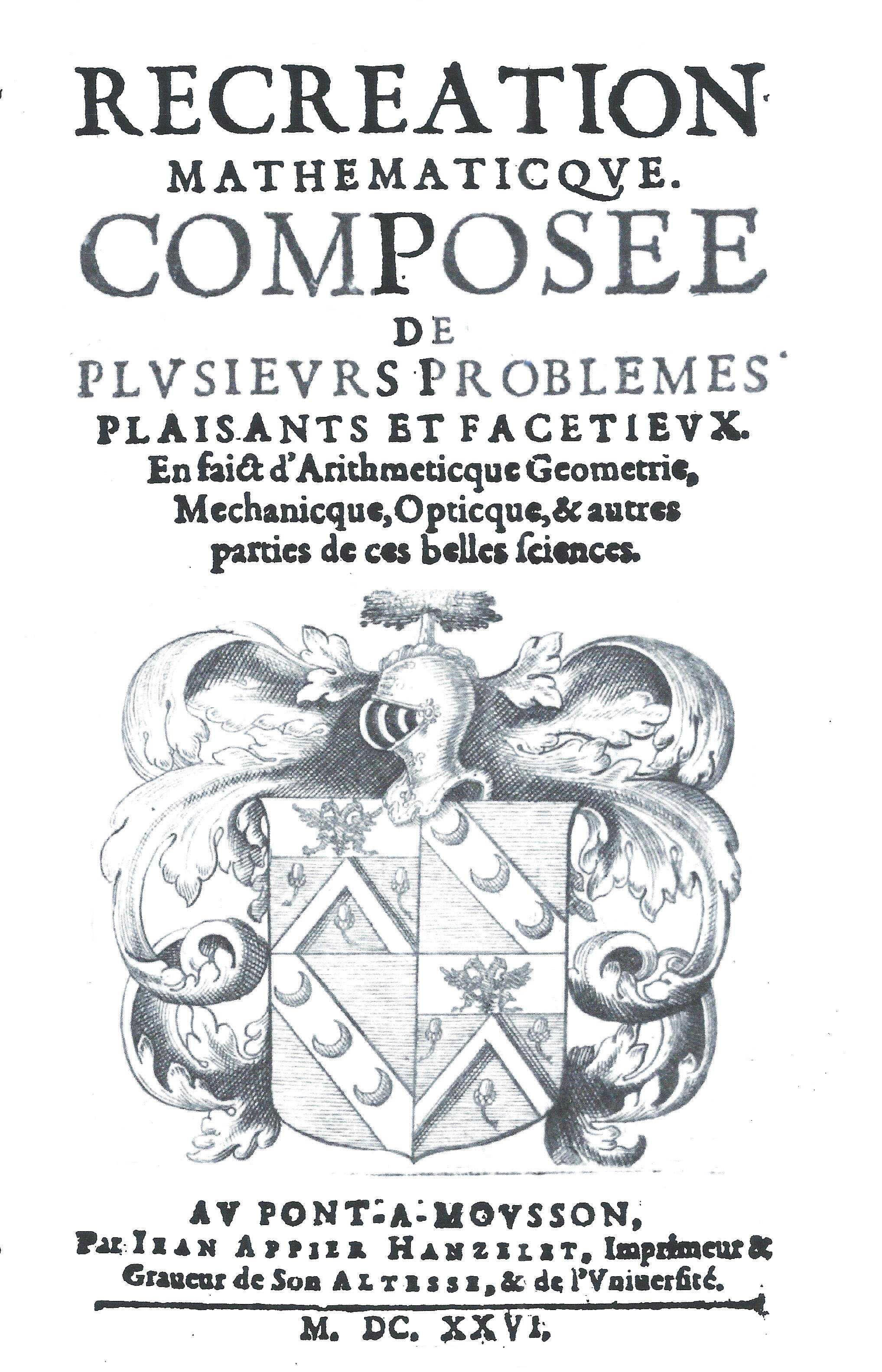
Leurechon: Recreation Mathematicque, Pont-à-Mousson 1626

Jean Leurechon (* 1591 in Bar-le-Duc; † 17. Januar 1670 in Pont-à-Mousson) war ein französischer Mathematiker und Jesuit.
Leurechon war der Sohn eines Arztes und trat mit 18 Jahren als Novize in das belgische Jesuitenkolleg von Tournai ein. Obwohl seine Eltern dagegen waren und ein Urteil des Parlement von Paris erwirkten ihn herauszugeben setzte Leucheron sein Studium in Nancy und in Pont-à-Mousson fort. Von 1614 bis 1627 lehrte er als Mathematikprofessor in Pont-à-Mousson. 1626 trat er in den Jesuitenorden ein. Er ist Verfasser eines Buches über Unterhaltungsmathematik (Recreation mathematicque), das 1624 erschien und eines der ersten solchen Bücher ist, die den Begriff Unterhaltungsmathematik im Titel haben. 1627 ging er nach Reims und war wahrscheinlich auch in Paris und Rouen um den Druck seines Buches zu überwachen. 1628/29 war er wieder in Pont-à-Mousson. Von 1629 bis 1634 war er Rektor des Jesuitenkollegs von Bar-le-Duc, 1634/35 in Metz und von 1635 bis 1637 in Pont-à-Mousson als Theologieprofessor am Jesuitenkolleg. Von 1637 bis 1647 war er Theologieprofessor in Mons und von 1647 bis 1655 im Jesuitenkolleg Missio Castrensis in Brüssel. Ab 1658 war er wieder in Pont-à-Mousson.
Zu den Quellen seines Buches zählen Giambattista della Porta, Jean Errard, Salomon de Caus, sein Lehrer Jean Chastelier (* 1552 oder 1554; † 1629 oder 1630) und vor allem Claude Bachet (Problemes plaisans et delectables, Lyon 1612). In den in Paris erschienenen Ausgaben gibt es in der Ausgabe von 1626 (dritte Auflage) Anmerkungen  des Mathematikers Denis Henrion (DHPEM) und in der vierten Auflage von 1627 von Claude Mydorge (DALG), der zusätzliche Probleme einbrachte. Neben mathematischen Aufgaben behandelt er auch Maschinen und Gerätschaften, zum Beispiel wird hier das Hörrohr erstmals behandelt, Astronomie, Navigation, Architektur (Perspektive), Optik, Musik und Akustik,  Hydraulik und Mechanik. Das Buch hatte Einfluss auf ähnliche Bücher von Marin Mersenne und Daniel Schwenter (erweitert von Georg Philipp Harsdörffer) und erschien – jeweils unterschiedlich ergänzt und gekürzt – in zahlreichen Auflagen bis zu den Unterhaltungsmathematikbüchern von Jacques Ozanam 1750. Eine lateinische Ausgabe seiner Schüler erschien 1629. Europaweit bekannt wurde er mit der englischen Ausgabe 1633 (Herausgeber William Oughtred)  und der niederländischen (Erscheinungsort Arnheim, herausgegeben von Wynant van Westen) und deutschen Ausgabe 1636 (München). In den ausländischen Ausgaben erschien auf dem Titel der Name Hendrick Van Etten, einer seiner Schüler und Neffe seines Verlegers, was zu Verwirrung über den Autor führte (in der Literatur wurde Hendrick Van Etten auch als Pseudonym von Leurechon geführt). In einer Ausgabe von 1628 ist ein zuerst 1620 erschienenes Buch über Feuerwerk von Thybourel aufgenommen.
Er veröffentlichte auch 1618 ein Buch über den Kometen dieses Jahres und 1622 eine Sammlung seiner mathematischen Arbeiten.

## Schriften
- Discours de la comète apparue aux mois de novembre et décembre de l’année 1618
- Selectae propositiones in tota sparsim mathematica pulcherrimae, Pont-à-Mousson, 1622, 2. Auflage 1629
- Recreation mathematicque; composee de plusieurs problemes plaisants et facetieux; en faict d’arithmeticque geometrie, mechanicque, opticque, et autres parties de ces belles sciences, Pont-à-Mousson: Jean Appier Hanzelet, 1624